# Liste der Baudenkmäler in Rellinghausen
Die Liste der Baudenkmäler in Rellinghausen enthält die denkmalgeschützten Bauwerke auf dem Gebiet von Essen-Rellinghausen, Stadtbezirk II, in Nordrhein-Westfalen (Stand: Januar 2016). Diese Baudenkmäler sind in der Denkmalliste der Stadt Essen eingetragen; Grundlage für die Aufnahme ist das Denkmalschutzgesetz Nordrhein-Westfalen (DSchG NRW).

| Bild                                      | Bezeichnung                               | Lage                                                 | Beschreibung | Bauzeit                         | Eingetragen seit   | Denkmal- nummer |
| ----------------------------------------- | ----------------------------------------- | ---------------------------------------------------- | --- | ------------------------------- | ------------------ | --------------- |
| Kirche St. Lambertus                      | Kirche St. Lambertus                      | Am Glockenberg 31 Karte                              | Ehemalige Stiftskirche des Stiftes Rellinghausen, heute Pfarrkirche der Pfarrgemeinde St. Lambertus | 1826–1829                       | 14. Februar 1985   | 31              |
| ehem. Armenhaus                           | ehem. Armenhaus                           | Am Glockenberg 33 Karte                              | | 1823                            | 10. Oktober 1996   | 122             |
| ehem. Küsterhaus der Kirche St. Lambertus | ehem. Küsterhaus der Kirche St. Lambertus | Am Glockenberg 35 Karte                              | | um 1800                         | 10. Juli 1986      | 116             |
| Gruft Vietinghoff-Schell                  | Gruft Vietinghoff-Schell                  | Am Glockenberg/Friedhof, Feld 5, Grab 104            | | 1835                            | 12. November 1986  | 200             |
| Fachwerkhaus                              | Fachwerkhaus                              | Am Stift 7 Karte                                     | | 1868                            | 14. November 1991  | 696             |
| Gerichtsturm Blücherturm                  | Gerichtsturm Blücherturm                  | Am Stift 9 Karte                                     | Gerichtsturm des Stiftes Rellinghausen, im 16. Jahrhundert Schauplatz von Hexenprozessen | 1567                            | 14. Februar 1985   | 27              |
| Fachwerkhaus                              | Fachwerkhaus                              | Ardeystraße 1 Karte                                  | | 1825                            | 13. September 1990 | 610             |
| Fachwerkhaus                              | Fachwerkhaus                              | Frankenstraße/neben HNr. 139 Karte                   | | 1826                            | 12. November 1992  | 771             |
| ehem. Schule                              | ehem. Schule                              | Frankenstraße 93, 93a Karte                          | | 1876                            | 26. Juli 1989      | 203             |
| weitere Bilder                            | ehem. Rathaus Rellinghausen               | Frankenstraße 102 Karte                              | mit dem Verkaufserlös des Gebietes um die Spillenburg an Steele finanziert, Architekt Friedrich Kunhenn, am 1. November 1877 bezogen, fiel mit der Eingemeindung 1910 an die Stadt Essen, einziger Bürgermeister der Bürgermeisterei Rellinghausen war Joseph Sartorius, beherbergte bis 1999 diverse Ämter, im Dezember 2012 Verkauf an die Stadttochter GSE (Gesellschaft für soziale Dienstleistungen Essen) zur Einrichtung von Tagespflegeplätzen | 1876–1877                       | 3. September 1990  | 611             |
| Villa                                     | Villa                                     | Frankenstraße 104 Karte                              | | 1876                            | 3. September 1990  | 612             |
| Fachwerkhaus                              | Fachwerkhaus                              | Frankenstraße 139 Karte                              | | 18. Jahrhundert                 | 12. November 1992  | 770             |
| Alte Dorfschänke                          | Alte Dorfschänke                          | Frankenstraße 151/153 Karte                          | | um 1800                         | 13. September 1990 | 617             |
| Verputztes Fachwerkhaus                   | Verputztes Fachwerkhaus                   | Oberstraße 24 Karte                                  | | Grundriss 1806 nachweisbar      | 12. November 1986  | 197             |
| Fachwerkhaus                              | Fachwerkhaus                              | Oberstraße 25 Karte                                  | | erste Hälfte 19. Jahrhundert    | 12. November 1986  | 198             |
| Wohnhaus                                  | Wohnhaus                                  | Oberstraße 28 Karte                                  | | 19. Jahrhundert                 | 10. Juli 1986      | 117             |
| Gasthaus Kockshusen                       | Gasthaus Kockshusen                       | Pilgrimsteig 51 Karte                                | ursprünglich Gesindehaus einer Hofanlage der Familie Vietinghoff-Schell | 1688                            | 14. Februar 1985   | 28              |
| Stiepelturm                               | Stiepelturm                               | Rellinghauser Straße/bei HNr. 417 Karte              | Teil des ehemaligen Stiepelhofes; zugehörig zur Gebäudegruppe der bäuerlichen Steingaden, die der Verteidigung, Zuflucht oder Wohnzwecken dienten | 15. Jahrhundert                 | 14. Februar 1985   | 29              |
| weitere Bilder                            | Schloss Schellenberg                      | Renteilichtung 1, ehem. Schellenbergstraße 120 Karte | | bereits 1313 urkundlich erwähnt | 14. Februar 1984   | 2               |
| Fachwerkhaus                              | Fachwerkhaus                              | Riesweg 2 Karte                                      | | Ende 18. Jahrhundert            | 10. Oktober 1996   | 707             |
| Rübezahlschule                            | Rübezahlschule                            | Rübezahlstraße 33 Karte                              | 1925 als Städtische Knabenmittelschule Essen-Süd eingeweiht, 1954 zog diese an den Ardeyplatz, wo sie Anfang der 1960er Jahre in Albert-Einstein-Realschule umbenannt wurde. Mitte der 1980er Jahre zog das Kunsthaus Essen in das Gebäude der ehemaligen Rübezahlschule ein. | um 1910                         | 14. November 1991  | 697             |
| Wohnhaus in Fachwerkbauweise              | Wohnhaus in Fachwerkbauweise              | Sartoriusstraße 95 Karte                             | | Mitte 18. Jahrhundert           | 13. September 1990 | 613             |
| St.-Anna-Kapelle                          | St.-Anna-Kapelle                          | St. Annental 40 Karte                                | anstelle einer 1516 errichteten, hölzernen Sühnekapelle für einen Hostienraub in der Rellinghauser Stiftskirche erbaut | 1707                            | 14. Februar 1985   | 30              |
| Kriegerdenkmal                            | Kriegerdenkmal                            | Stiftplatz Karte                                     | zum Gedenken an den Deutsch-Französischen Krieg 1870/71; mit aufgesetzter Bronzebüste von Wilhelm I. | 1897                            | 14. November 1991  | 698             |
| Konventsgebäude                           | Konventsgebäude                           | Stiftplatz 1 Karte                                   | | 16. Jahrhundert                 | 14. Februar 1985   | 32              |
| Wohnhaus                                  | Wohnhaus                                  | Stiftplatz 2 Karte                                   | | 15. Jahrhundert                 | 13. September 1990 | 614             |
| Wohnhaus                                  | Wohnhaus                                  | Wehrstraße 8 Karte                                   | | 1905                            | 13. September 1990 | 615             |